# Frille
En frille (norrønt: friðla eller frilla) er et gammelt ord for en ekstra samlever, en slegfred eller elskerinde i tillæg til hustruen. Ligesom ordet "slegfred" er "frille" beslægtet med ordet "fred" i betydningen "fri".
Det var typisk konger, høvdinge og adelsmænd, som havde en eller flere friller. Kongen havde friller ved siden af dronningen, fordi de var gift af politiske grunde. Frillebørn af tre danske konger – Christian IV, Frederik III og Christian V – fik efternavnet Gyldenløve.
En præsts frille kaldtes for en præstedeje eller præstefrille.

## Friller i norrøn tid
På Island i vikingetiden havde de fleste høvdinge fra slutningen af 1100-tallet og frem til 1260'erne forhold til flere friller samtidigt. Dermed indgik de i forpligtende forhold til de mest betydningsfulde familier i lokalbefolkningen. Forholdene blev indgået med samtykke fra pigernes familier, som dermed sikrede sig ekstra beskyttelse. Pigen selv havde sikret sin stilling i samfundet. Fik hun en søn, der senere blev høvding, kastede det glans over hendes familie, og i alle tilfælde var det bedre at være høvdingefrille end gift med en fattig bonde. Giftede høvdingen sig, kunne han sende frillen hjem uden at blive uvenner med hendes familie, og hun selv kunne indgå et fordelagtigt ægteskab.
Ifølge Saxos Gesta Danorum vrimlede det af friller omkring de danske høvdinge i 900- og 1000-tallet. Men frillelevned skyldtes også fattigdom. Det islandske lovværk Grågås stillede som betingelse for indgåelse af ægteskab, at parret disponerede over, hvad der tilsvarede værdien af seks køer. Det kunne mange slet ikke opvise. I Sturlungasaga fortælles om alliancerne, en stormands frillefødte datter kunne sikre sin far. Af de børn, Snorri Sturluson fik med sine tre friller, blev to døtre gift med landets mægtigste høvdinge - selv om det endte med, at den ene af dem satte sig i spidsen for det togt, der tog livet af hans svigerfar. Forældrenes ægteskabelige status spillede i norrøn tid ingen rolle for deres børn, så længe begge forældre var fribårne. Ved kristendommens gennembrud fastslog kanonisk ret, at et horebarn ingen ret havde til at arve sin far. Ældre nordiske love synes at kompromisse mellem kanonisk ret og før-kristen lovgivning. Et frillebarn kunne derfor arve sin mor på lige linje med ægtefødte halvsøskende, mens arverettighederne overfor faren var begrænsede. Dette blev dog modvirket ved, at faren før sin død sikrede frillebarnet ved gaver af forskellig slags; men gennem årene svækkede den tiltagende kirkelige magt gradvis frillebørns retsstilling.

## Kendte friller
- Dyveke Sigbrittsdatter, frille af Christian II af Danmark-Norge.
- Tora Guttormsdotter, frille af Harald Gille og mor til Sigurd Munn.
- Tora Jonsdatter, frille af Olav Kyrre og mor til Magnus Barfod.
- Tora Mosterstong, frille af Harald Hårfagre og mor til Håkon den gode.